# Hans de Hofman
Hans Dreyer de Hofman (10. juli 1713 på Skerrildgård – 3. februar 1793 i Fredericia) var en dansk godsejer, amtmand og historisk samler.

## Uddannelse og embedskarriere
Hans de Hofman blev født på Skerrildgård, der ejedes af hans fader, justitsråd Søren de Hofman (født 1688, adlet 1749, død 1771); hans moder hed Karen Elisabeth født Dreyer (død 1727). Opdraget i sin mormoders hus i København blev Hofman student 1731 og tog 1734 juridisk eksamen, hvorefter han med sin grandonkel Peder Lassens stipendium rejste udenlands, først til Leipzig, dernæst til Leiden, stadig studerende, og endelig til Frankrig og Belgien.
Ved sin hjemkomst 1737 fik han straks ansættelse i General- Landøkonomi- og Kommercekollegiet, hvor han året efter blev sekretær; 1740 blev han tillige assessor i Borgretten, men allerede 1743 tog han sin afsked med kancelliråds karakter og bosatte sig på Skjærrildgård, som han købte af sin fader.
23. oktober samme år ægtede han Bodil Biering (født 1726 død 1769), datter af købmand i Horsens Peder Biering og Elisabeth Cathrine født Hofgaard; hun bragte ham 32000 rigsdaler i medgift .
I de 17 år, Hofman boede på sin barndomsgård, var han optaget af forskellige virksomheder, dels praktisk som landmand og som regeringens kommissarius i forskellige sager, f.eks. ved landevejsanlæg og ved hedernes kolonisation og opdyrkning ved indkaldte tyskere, dels videnskabelig med økonomiske, juridiske og historiske arbejder, hvilke 1749 skaffede ham sæde i Det kongelige danske Selskab for Fædrelandets Historie.
1760 trådte Hofman, der 1758 havde fået titel af justitsråd, igen i statens tjeneste som embedsmand, i det han beskikkedes til præsident i Fredericia, for hvis opkomst og fremgang han på mange måder og med stor uegennyttighed arbejdede, indtil han 1773 blev amtmand over Koldinghus Amt, stadig med bopæl i Fredericia; fra 1769 var han desuden landkommissær i samme amt.
Hans virksomhed i disse embeder var til overordentlig gavn for amtet; jordernes udskiftning og bøndernes udflytning fremmede han med største iver, og de talløse stridigheder, som disse foranstaltninger måtte medføre, forstod han med held at bilægge; kun prokuratorer og vinkelskrivere, sagdes der, kunne have årsag til at beklage sig over ham.
Hans fortjenester blev i fuldt mål påskønnede af regeringen: 1766 blev han etatsråd, 1774 konferensråd, og 1782 fik han det hvide bånd.
1793 døde Hofman, begrædt af amtets beboere, der i mængde strømmede til Fredericia for, som de udtrykte sig, at ofre de sidste tårer ved deres gode amtmands kiste. Efter sin første hustrus død havde Hofman 10. februar 1770 ægtet oberst Ehrenfeldts enke, Marie Elisabeth født Beenfeldt (født 1737), datter af generalløjtnant Herman Frederik Beenfeldt.

## Historisk virksomhed
Allerede mens han arbejdede i Økonomi- og Kommercekollegiet, havde Hofman begyndt sine samlinger i statistisk-historisk retning, til dels byggede på de til kollegiet indkomne indberetninger; disse samlinger fortsatte han stadig, og de blev ham til god nytte, da omstændighederne medførte, at han kom til at fortsætte det ved hans svoger Erik Pontoppidans død afbrudte værk Den danske Atlas, hvis 4.-6. del væsentlig skyldes Hofmans pen (1768-74); at han ville og kunne ofre tid og kræfter på dette fortjenstfulde, men besværlige arbejde, må så meget mere påskønnes, som han samtidig arbejdede på det omfattende værk Samlinger af publique og private Stiftelser, Fundationer osv., hvortil planen var lagt af hans broder Tycho de Hofman, og som han med kongelig støtte optog efter ham. Disse Hofmans Fundatser som de også kaldes, der i 11 anselige kvartbind (1755-80) indeholder en skat af aktstykker samt historiske, topografiske og genealogiske optegnelser, og som er udstyrede med solid elegance, ville vedblive at være uundværlige for historikeren.
Under alt sit arbejde fik Hofman tid til at udgive nogle økonomiske pjecer og til at samle til et adelsleksikon. Til hans litterære fortjenester bør det også henregnes, at han samlede og udgav Vilhem Helts digte (1733). Alt i alt er Hofman en smuk type på en embedsmand, der med administrativ dygtighed forbandt betydelige litterære interesser.
Hans de Hofman er begravet i Nebsager Kirke, hvor et epitafium er rejst over ham.
Der findes et knæstykke på Fredericia Rådhus. Et andet portrætmaleri, tidligere på Hindsgavl, findes nu i Ebeltoft. Pastel muligvis af Johan Hörner. Stik af Johann Christoph Sysang i Leipzig 1743 og af Meno Haas 1778.